# پاوپاو
پاوپاو (نام علمی: Asimina triloba)، پاپاو آمریکایی، در میان بسیاری از نام‌های منطقه‌ای، یک درخت برگ‌ریز کوچک بومی شرق ایالات‌متحده و جنوب انتاریو، کانادا است که میوه‌ای بزرگ، به رنگ سبز مایل به زرد تا قهوه‌ای تولید می‌کند. آسیمینا تنها جنس معتدل خانواده گیاهان گل‌دار آنوناسه در مدارگان و جنب‌مدارگان است و آسیمینا تریلوبا شمالی‌ترین دامنه پراکندگی را در بین همه دارد. میوه‌های مدارگان شناخته شده از جنس‌های مختلف در خانواده آنوناسه شامل سیب کاستارد، چریمویا، قشطه صدفی، یلانگ یلانگ و ساپادیل هستند.
پاوپاو (pawpaw) یک درخت زیراشکوب (کلونی) از جنگل‌های سخت‌چوب است که در زمین‌های پست، عمیق و حاصلخیز با زهکشی خوب و همچنین زیستگاه‌های مرتفع تپه‌ای یافت می‌شود. این گیاه دارای برگ‌های بزرگ و ساده با نوک‌های چکه‌ای است که بیشتر از گیاهان جنگل‌های بارانی مدارگان، از گیاهان موجود در محدوده معتدل این گونه متمایز است. میوه‌های پاوپاو دومین میوه خوراکی بزرگ بومی ایالات متحده هستند که از کدو حلوایی کوچکترند.
میوه‌های پاوپاو شیرین هستند، بافتی شبیه کاستارد دارند و طعمی تا حدودی شبیه موز، انبه و آناناس دارند. آنها معمولاً به صورت خام خورده می‌شوند، اما برای تهیه بستنی و دسرهای پخته شده نیز استفاده می‌شوند. با این حال، پوست، برگ‌ها، پوست و دانه‌های آنها حاوی نوروتوکسین قوی آنوناسین است.

## نگارخانه

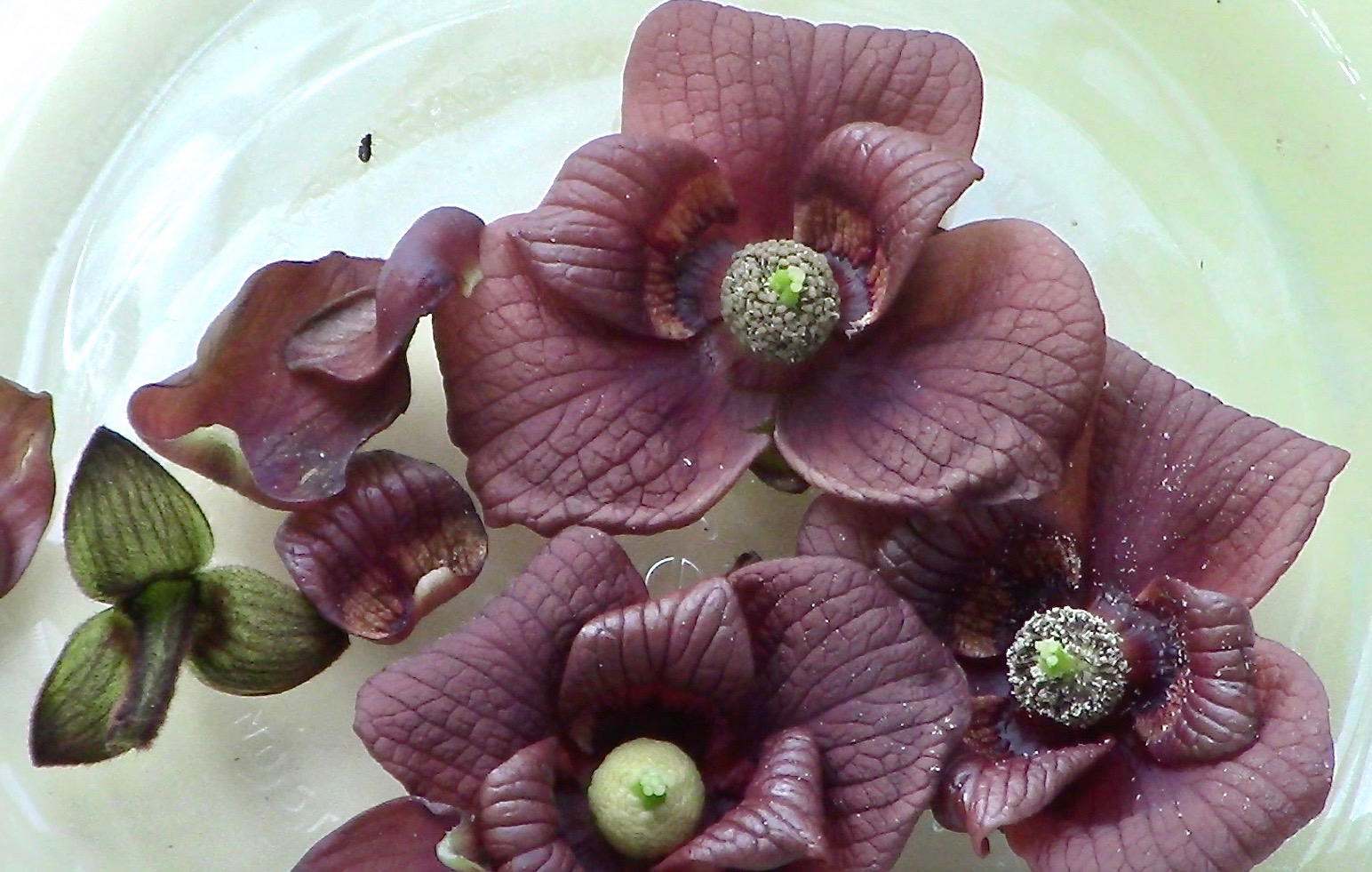
اجزا و مراحل گل (ماده در پایین، نر غنی از گرده در سمت راست)
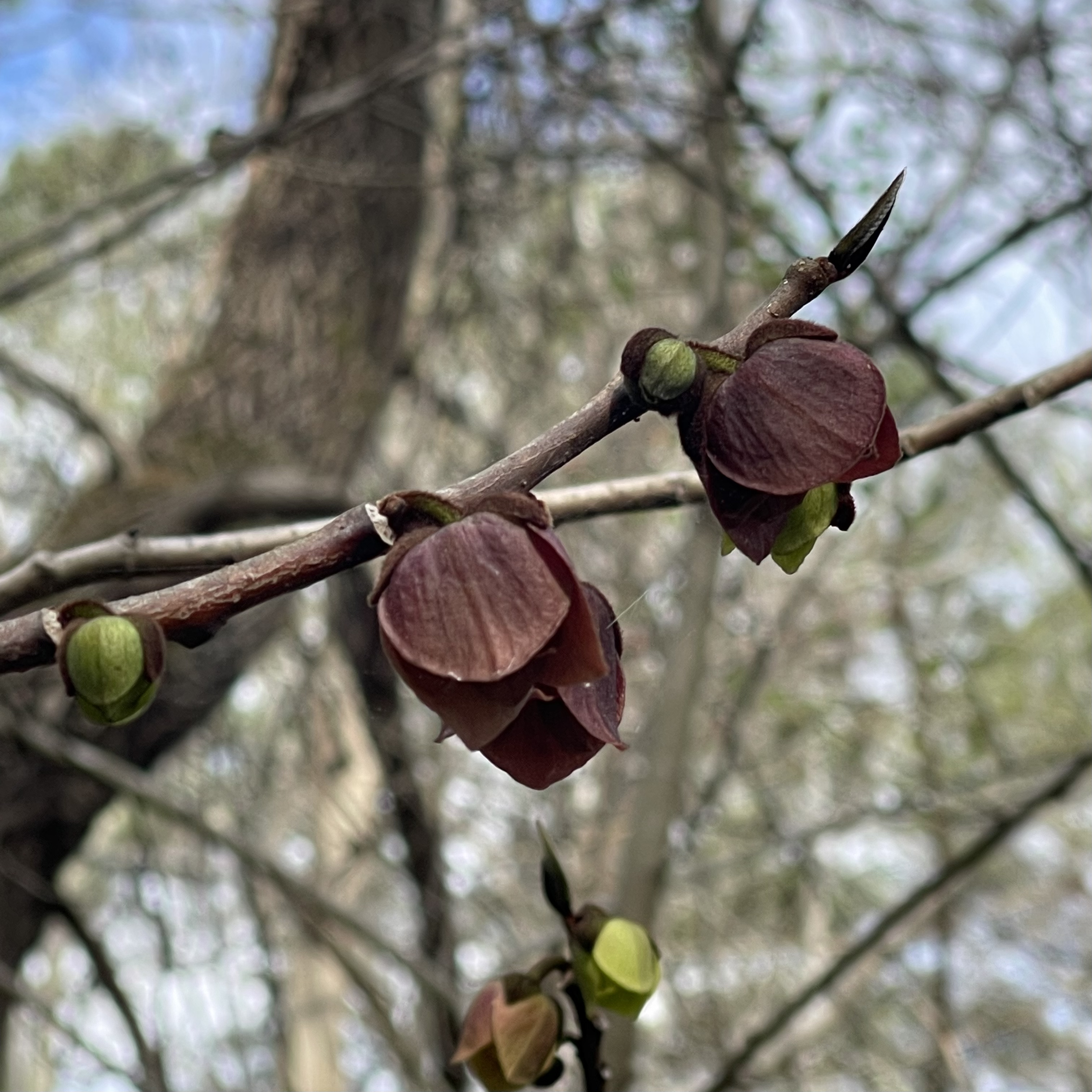
پاوپاو قبل از ظهور برگ‌هایش گل می‌دهد.
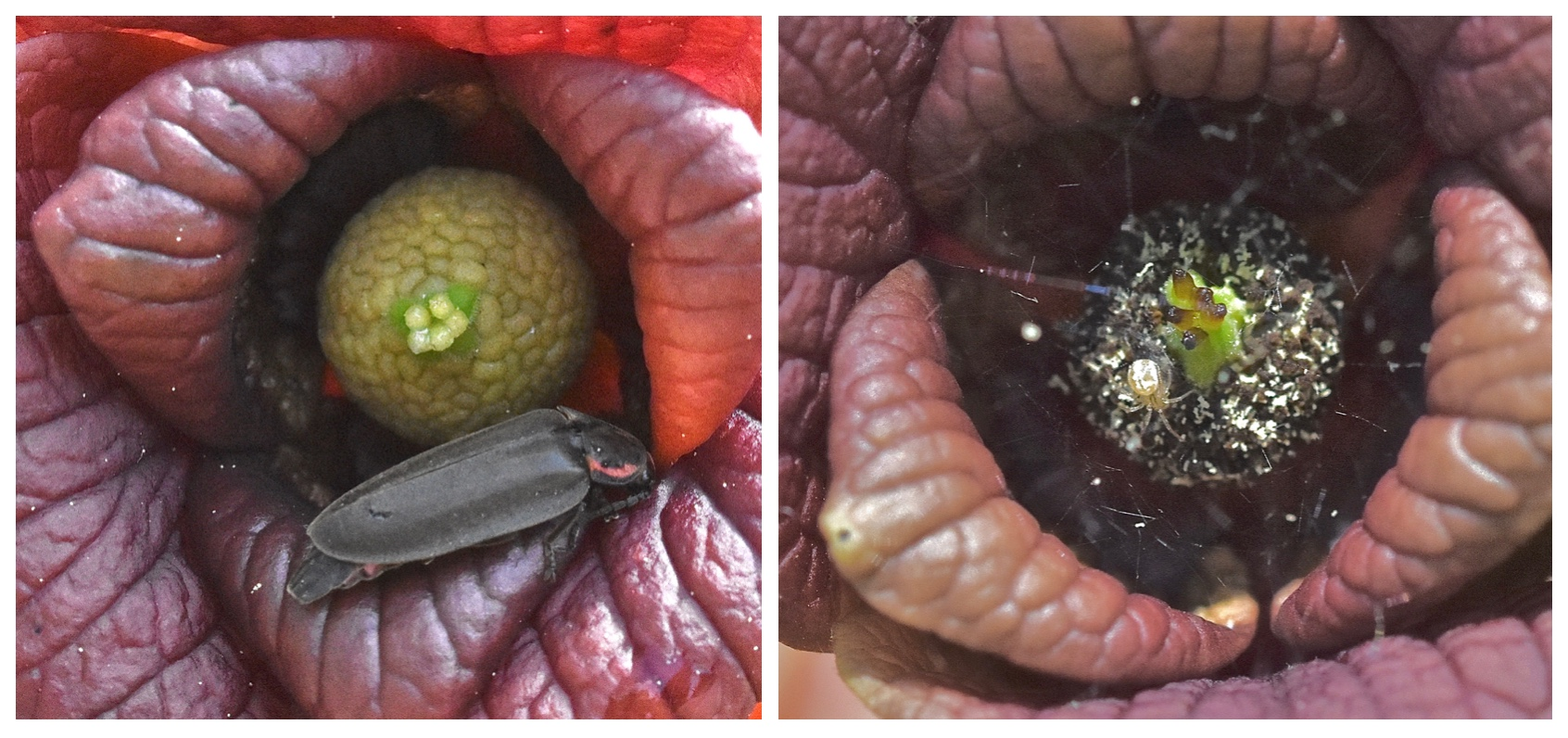
گل‌های پاوپاو که به سمت پایین آویزان هستند، انواع مختلفی از حشرات را جذب می‌کنند که گرده‌افشان‌های متقاطع مؤثری نیستند. مرحله گل ماده در سمت چپ؛ مرحله گل نر در سمت راست.
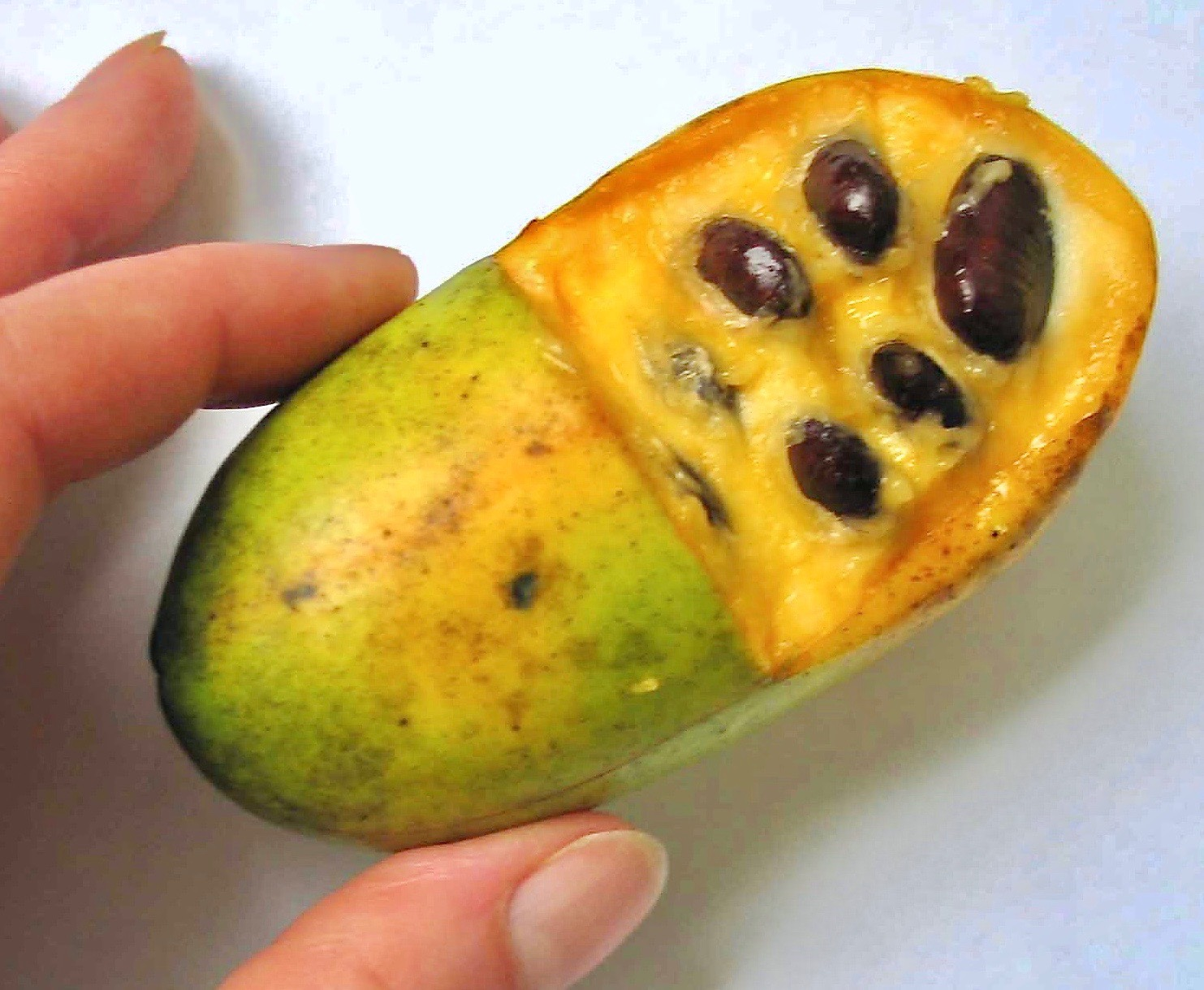
میوه رسیده آسیمینا تریلوبا، برش داده شده تا بذرهای بزرگ نمایان شوند.
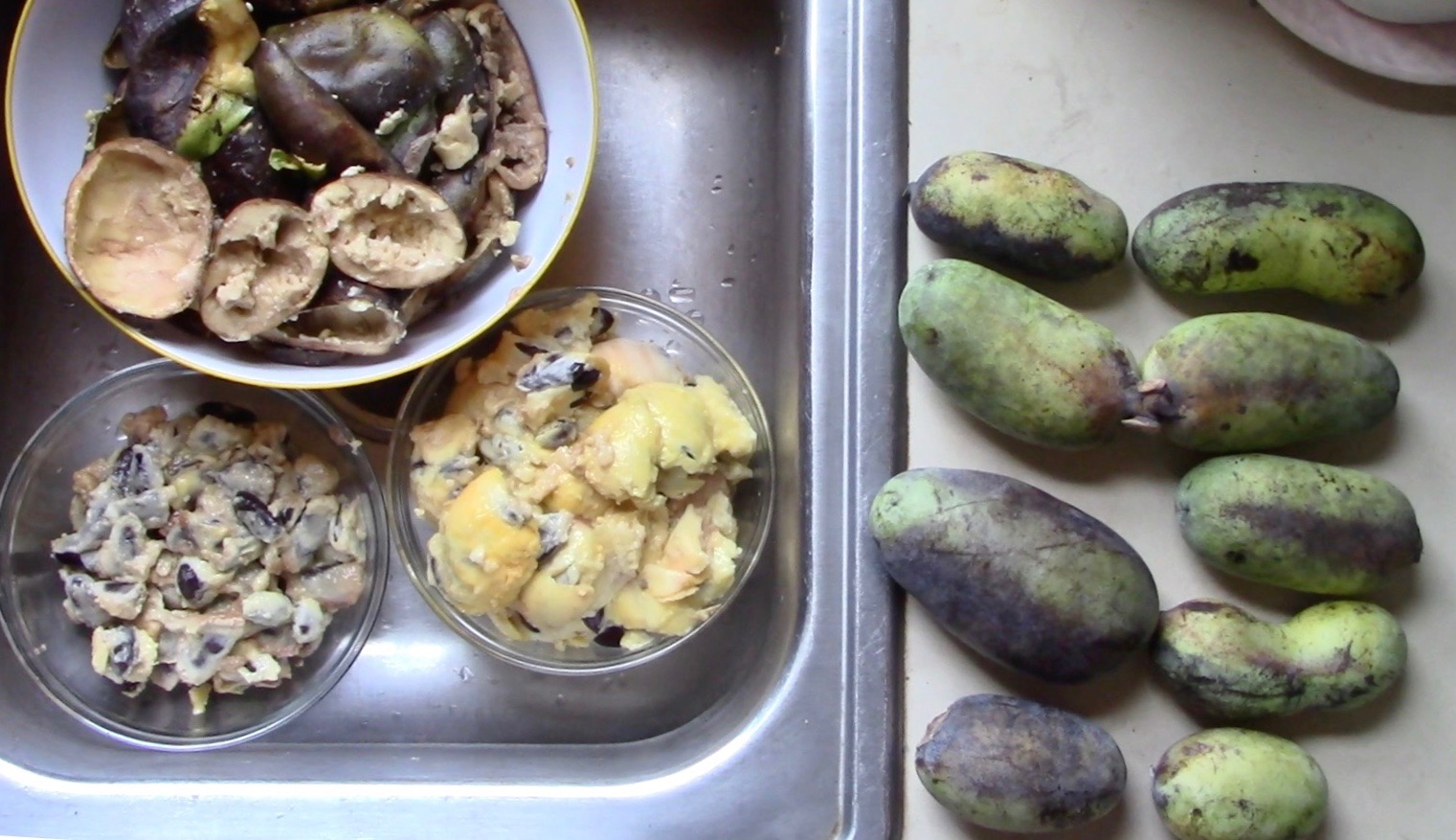
میوه پاوپاو در اوج رسیدگی تمایل دارد سبز باقی بماند یا لکه‌های قهوه‌ای روی آن ایجاد شود.